# كابتن فانتاستيك
كابتن فانتاستيك (بالإنجليزية: Captain Fantastic)‏ هو فيلم دراما أمريكي تم انتاجة عام 2016 من تأليف وأخراج Matt Ross وبطولة فيجو مورتينسين.

## القصة
تدور أحداث الفيلم في الغابات الواقعة شمال غرب المحيط الهادئ، حيث أب كرّس حياته لتربية أطفاله الستة تربية صارمة على أسس بدنية وذهنياً صحيحة وتعليم فكري صارم، ثم يرغم على أن يتركوا حياة الرغد التي كانوا يعيشونها، ويقحمهم في العالم الخارجي، متحدياً بذلك فكرته عما يعني أن تكون أباً.

## الممثلون والشخصيات
- فيجو مورتينسين بدور بن
- جورج ماكاي بدور بوديفان
- كاثرين هان بدور هاربر
- ستيف زان بدور دايف
- فرانك لانجيلا بدور جاك
- آن دود بدور الوصيفة
- Samantha Isler بدور كايلر
- Annalise Basso بدور فيسباير
- Nicholas Hamilton بدور ريليان
- Shree Crooks بدور زاجا
- Trin Miller بدور ليسلي
- Elijah Stevenson بدور جاستين
- Teddy Van Ee بدور جاكسون
- Missi Pyle بدور الين

## وصلات خارجية
- الموقع الرسمي للفيلم.
- كابتن فانتاستيك  على فيسبوك.
- كابتن فانتاستيك علي قاعدة بيانات الأفلام على الإنترنت.
- كابتن فانتاستيك على موقع IMDb (الإنجليزية)
- كابتن فانتاستيك على موقع ميتاكريتيك (الإنجليزية)
- كابتن فانتاستيك على موقع روتن توميتوز (الإنجليزية)
- كابتن فانتاستيك على موقع نتفليكس (الإنجليزية)
- كابتن فانتاستيك على موقع قاعدة بيانات الأفلام العربية
- كابتن فانتاستيك على موقع ألو سيني (الفرنسية)
- كابتن فانتاستيك على موقع Turner Classic Movies (الإنجليزية)
- كابتن فانتاستيك على موقع أول موفي (الإنجليزية)
- كابتن فانتاستيك على موقع بوكس أوفيس موجو (الإنجليزية)
- كابتن فانتاستيك على موقع فيلمافينيتي (الإسبانية)
- كابتن فانتاستيك علي موقع سينما دوت كوم.